# Antwort an die deutschen Professoren
Die Antwort an die deutschen Professoren, original in englischer Sprache Reply to the German Professors by British Scholars, war eine Erklärung von Intellektuellen, die am 21. Oktober 1914 in der New York Times und in der The Times erschien. Sie wurde von 120 britischen Hochschullehrern unterzeichnet.
Sie war eine Erwiderung auf das Manifest der 93 (den Aufruf „An die Kulturwelt!“) vom September 1914 sowie auf die Erklärung der Hochschullehrer des Deutschen Reiches vom Oktober 1914, worin der Erste Weltkrieg als Kulturkampf gerechtfertigt wurde.
Kritisiert wird der Einfluss von aus angelsächsischer Sicht einflussreichen Autoren von Kriegsdoktrinen wie Friedrich Nietzsche, Heinrich von Treitschke, Bernhard von Bülow und General Friedrich von Bernhardi. Es wird darauf hingewiesen, dass Monumente wie die Universitätsbibliothek von Löwen, die Kathedralen von Reims und Mechelen durch deutsche Truppen vorsätzlich zerstört wurden. Betont wird die britische Garantie der Neutralität Belgiens und das Bekenntnis der Liebe zum Frieden. Ausdrücklich wird den deutschen Unterzeichnern auch Gutgläubigkeit zugebilligt.